# Eric Harland

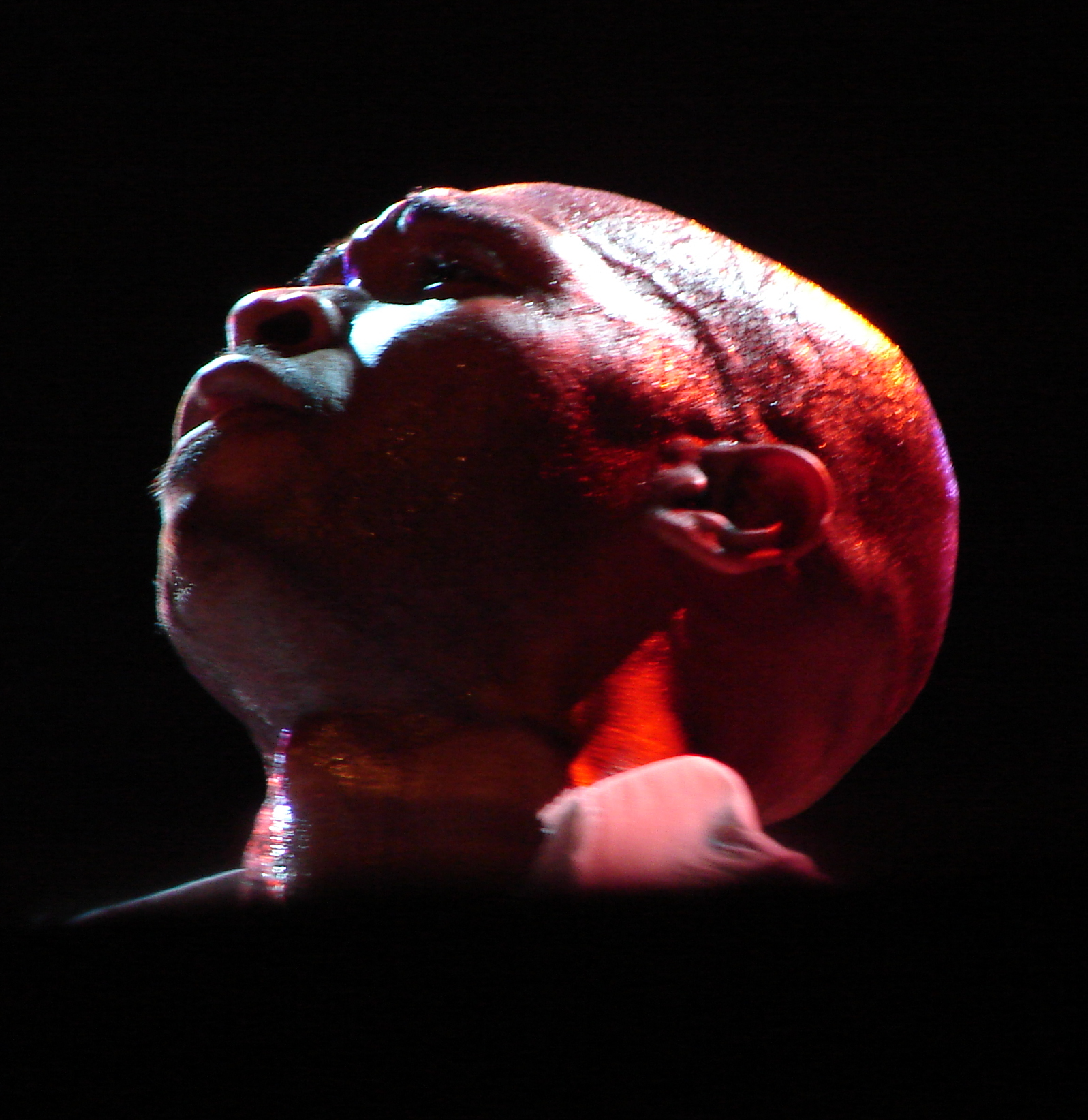
Eric Harland

Eric 'Hercules' Du'sean Harland (Houston, 1978) is een Amerikaanse jazzslagwerker voornamelijk op het gebied van free jazz. Zijn stijl is een kruising tussen de stijlen van Elvin Jones en Jack DeJohnette en heeft een "vol geluid".
Harland begon in 1993 in plaatselijke bandjes te spelen, onder de indruk van Elvin Jones. Wynton Marsalis hoorde hem spelen en raadde hem aan naar New York te vertrekken om aldaar verder te studeren. Hij studeerde aan de Manhattan School of Music. Zijn bijnaam dankt hij er waarschijnlijk aan dat hij toen zwaar overgewicht had; het verhaal gaat dat hij niet meer door gewone deuren kon. Gedurende zijn opleiding viel hij zo af, dat hij uitgeput raakte. Hij ging terug naar Texas, alwaar hij Greg Osby ging begeleiden. Daarna ging hij van artiest naar artiest: Terence Blachard, Joe Henderson en Betty Carter kwamen toen op zijn weg.
Daarna volgden Geri Allen, Jason Moran (schoolgenoot), Ravi Coltrane, Dave Holland en het SFJAZZ Collective. Zijn grootste sprong naar roem was zijn verbintenis met McCoy Tyner, met wie hij optrad en muziekalbums opnam. De laatste jaren begeleidt hij Charles Lloyd.
Eric Harland, wiens moeder diepreligieus is en in hem een Messias in spe zag en hem onderwierp aan voodoo, ging na zijn muziekstudie theologie studeren; hij is gewijd predikant.